# Ambrogio Minoja
Ambrogio Minoja (Ospedaletto Lodigiano, 22 ottobre 1752 – Milano, 2 agosto 1825) è stato un compositore e clavicembalista italiano.

## Biografia
Studiò inizialmente a Lodi, quindi si trasferì a Napoli per seguire gli insegnamenti di Nicola Sala. Tornato in Lombardia, si stabilì a Milano, dove suonò nell'orchestra del Teatro alla Scala come cembalista, dal 1781 al 1801.
Nel 1814 fu nominato Censore (Direttore) del Conservatorio di Milano, carica che ricoprì sino al 1824.

## Opere
Compose due opere liriche: il Tito nelle Gallie e L'Olimpiade, nonché molti brani di musica sacra e di musica da camera.
Nel 1812 diede alle stampe il trattatello Lettere sopra il canto (Luigi Mussi editore), dedicato a Bonifazio Asioli; opera che, tre anni dopo, apparve anche in lingua tedesca.